# 黒伯爵は星を愛でる
『黒伯爵は星を愛でる』（くろはくしゃくはほしをめでる）は、音久無による日本の漫画作品。『花とゆめ』（白泉社）にて3話の集中連載と前・後編を発表後、2014年17号から2018年9号まで連載された。単行本は花とゆめコミックス（同）より全12巻。累計部数は120万部を突破した。

## あらすじ
舞台は、19世紀・ロンドン。ロンドンの下町で花売りをしている少女エスター・メイフィールドは、半年前に母を亡くし、その1か月後には、双子の兄と生き別れになってしまった。
「笑顔を忘れないでね。金色の髪の素敵な王子様が現れるわ。」という母の言葉を支えに生きていたエスターの前に、ある日、ヴァレンタイン伯爵（レオン）が現れ、「今日からあなたは私の花嫁です。」と告げられる。
流されるままに、ヴァレンタイン伯爵家に迎え入れられたエスターは、そこで、自分が「半吸血鬼（ダンピール）」であることを知らされる。貴族の養子となった兄を捜すため、エスターはレオンと仮初めの結婚をして、彼の吸血鬼退治を手伝うことになった。

## 登場人物
声は『花とゆめ』2016年20号付録のドラマCDからの記載。

### 主要人物
エスター・メイフィールド
（男装時：エルマー）
声 - 竹達彩奈
主人公。16歳。
吸血鬼を父に、人間を母に持つ、ダンピール。吸血鬼を探知する能力を持っている。雷が苦手。お酒に弱い。
父親のことはおろか自分の正体すら知らされておらず、自分が探知しているものは「幽霊」だと母親に教えられて育った。
ロンドンの下町で花売りをしていたが、レオンに見初められ伯爵夫人となる。双子の兄を捜している。
素直で鈍感で天然な性格ゆえに、レオンの気持ちに気づいておらず、自分たちはあくまで「偽物夫婦」と称している。そのためか男性に対する警戒心が全くなく、レオンの怒りを買うことが多いが、いつもその理由を取り違えているため、レオンやノアからは「ズレている」と言われている。
伯爵家で暮らしはじめてからは気持ちに変化がみられ、ダンピールとしてではなく妻としてレオンのために何かをしたいと思うようになり、自覚はしていないものの徐々にレオンを愛するようになってきている。そのため、レオンに嫉妬をしたり、ドキドキしたりしているが、本人はその理由が分からず困惑している。
幼いころにジョン（レオン）と出会い、「エスター、おっきくなったらジョンのおよめさんになるっ」と言っていたが、現在はそのころのことを忘れている。そのため、レオンの肩の古傷を見ても、ジョンの正体がレオンだったことに気づいていない。
レオンの邸の人間は全員が彼女の素性と正体を知っており、彼女自身も邸の人間に受け入れられている。
労働階級出身のため、下町訛り(コックニー)が酷く、その矯正が課題となっている。
男装した姿はアルにそっくりの美少年であり、舞踏会では、多くの女性から好奇の眼差しで見られていた。しかし、その舞踏会で出会ったクリスには、ダンピールであることはおろか女であることも見破られており、それ以来執着心を抱かれている。
レオンの留守中に屋敷を訪れたリチャードから、やはりダンピールをウィンターソン家に迎えることは出来ないと明言され、自らレオンの元を去って欲しいと告げられたため、デビュタントとして拝謁を終えたら屋敷を出る覚悟を決めた。
ギルモア侯爵令嬢として社交界デビューを果たし、レオンに恋心を抱いていたことに気づきながらも、後ろ髪を引かれる思いでウィンターソン家を出た。しかし、その直後にクライヴにさらわれ、黒薔薇城で目を覚ます。そこで再会したクリスからギルモア侯爵が自分の父親である事を告げられる。人間と吸血鬼の共存を説くクリスから求婚されるが、最終的にはウィンターソン家の総意を得て、レオンの正式な婚約者となった。
レオン・Ｊ・ウィンターソン
声 - 櫻井孝宏
ヴァレンタイン伯爵家当主。吸血鬼ハンター。社交界の白薔薇様。
特技はビリヤードで、サリヴァン子爵の晩餐会では涼しい顔で一人勝ちしていた。
左肩には、火傷の古傷が残っている。
吸血鬼ハンターとしての使用武器は、銀製短剣・長剣、銃(銀弾)、聖水。
エスターを見初め、妻にした。エスターに対する想いは本気だが、当の彼女からは恋愛対象とみなされておらず、その想いは常に空回りしている。エスターからは「黒伯爵」と呼ばれているが、それは単に、彼女に対する想いが通じないことに苛立ちを覚えるあまり、強引な発言や行動を繰り返しているだけで、決して腹黒いわけではない。
非常に独占欲と嫉妬心が強い性格で、いつもエスターの言動に一喜一憂している。寄宿学校時代の同級生であるゴドフリーからは、「完璧人間で、取り乱したところ見たことは一度もない」と言われているが、エスターのことになると感情を暴走させている節がある。また、挑発に弱い一面があり、クリスからの手紙の内容を真に受け、エスターに無理矢理キスをしたことがある。
幼いころに、吸血鬼の襲撃を受けて両親を殺されレオン自身も左肩に火傷を負い、住んでいた邸を追われた。この事件が原因で、レオンは吸血鬼を憎むようになったが、それまではクリスにもよく懐き、彼のことも名前で呼んでいた。その後、変装してロンドンに逃れたレオンは、その下町で行き倒れていたところをエスターに拾われた。「ジョン」という偽名を使いメイフィールド一家の世話になるが、その際、自分を絶望から救ってくれたエスターを「俺にとっての『星（エスター）』」として思い慕うようになる。一家と過ごし親しくなるが、数週間後に伯爵家へ帰ることとなり、その際、別れを惜しむエスターに対して、「きっと君を迎えに行くから。」と再会(結婚？)の約束をした。その後、伯爵位を継ぎヴァレンタイン伯爵家を立て直すとともに、行方をくらましたメイフィールド一家を捜し続けていた。10年以上後になって、ダンピールとしてエスターとアルが見つかったことを知り、ロンドンの下町にてエスター本人であることを確認、彼女を妻として迎え入れた。その時、エスターに対して脅しともとれる発言や行動をしたが、それは、自分のことを覚えていない彼女への意地悪だったらしい。幼いころに出会ったときは彼女を妹のように思っていたが、今ではその想いは恋心へと変わっている。
いつも冷静に淡々と仕事をこなすだけの日々を送っていたが、エスターが来てからは毎日のように声を上げて愉しそうに笑うようになったため、邸の人間も驚いている。また、以前は数々の浮名を流しつつも特定の相手を作らず遊んでいたが、エスターを迎えてからはぱったり遊びをやめたらしい。
ノア・フェリス
レオンの執事。旧姓：ランカスター。
先代の伯爵(レオンの父親)の代から、ヴァレンタイン伯爵家に仕えている。昔、ヴァレンタイン伯爵家が襲撃された際には、ロンドンに逃れたレオンを数週間かけて探し出し迎えに行った。その際、メイフィールド一家と顔を合わせている。その後、レオンの命令で行方をくらました一家を捜していた。そのため、レオンが本気でエスターを想っていることを知っている。
レオンとエスターの会話をいつも冷めた目で見ている。レオンに関しては的確な評価をしており、時には、鈍感なエスターに対して核心を突くような質問をすることもある。

### ウィンターソン家

#### レオンの親族
リチャード
レオンの叔父であり、後見人。
レオンの邸の家令は彼の犬であるらしく、レオンがダンピールであるエスターを妻として迎え入れたことに怒り、レオンの邸に乗り込んできた。エスターを認めるため条件として、彼女を食事抜きでメイドと共に一晩地下牢に閉じ込めた。レオンに酔いつぶされている間に、メイドとレオンが入れ替わっていたことに腹を立てるが、結果として、エスターが人間と無事に一晩を過ごせたことから仕方なく彼女を受け入れた。しかし、吸血鬼ハンターたるウィンターソン家の血脈にやはり吸血鬼の血を引くエスターを加えるわけにはいかないと告げ、レオンが諦めるよう自身の意思で去って欲しいとウィンターソン家の総意を伝える。
ゲイリー
声 - 新垣樽助
リチャードの息子でレオンの従兄弟。ルーク男爵。社交界の赤薔薇様。
左目の下に泣きボクロがあるのが特徴。
ここ数か月間は、「グランド・ツアー」と称し、国外をフラフラしていた。レオン同様の麗わしい人で女性に人気があり、不特定の相手と遊び歩いている。
父親とは違い、エスターに対して好意的である。レオンがエスターを本気で想っていることを知っており、なかなか想いが伝わらない様子を面白がっている。
エスターを男装で舞踏会に行かせた張本人で、たびたびレオンをからかい面白がっていた。舞踏会場では、吸血鬼の罠を見破り、レオンとともに銀製の短剣で戦った。
レベッカ・ウィンターソン
レオンの遠縁で許嫁。社交界の青薔薇様。
男よりも女にモテる。レオンとは、家が決めた婚約者同士であるが、結婚する気はなく、エスターともすぐに仲良くなった。
ゲイリーに恋をしているが、本人にはその自覚がない。

#### その他
ベイト
専属教師。
エスターの下町訛り（コックニー）の矯正が上手くいかないのは、自分の力不足、と嘆いている。
ジニー
客室（パーラー）メイド。
リチャードによってエスターとともに地下牢に閉じ込められたが、途中でレオンと交代した。
エスターの人柄に触れ、エスターが邸に来てからレオンが笑うようになったのは、「エスターの珍しい反応が楽しくてしょうがないから」だと理解している。エスターと一緒にいるレオンが大笑いしているのを、こそこそとメイド仲間と共に覗いている。
エスターにハーブティーの淹れ方を教えた。
ローラ
専属教師。
なかなかレッスンの進まないエスターによく説教をしている。
アンナ・メイスン
エスターの着替えを手伝っている使用人。
ロイ男爵主催のバザーに行ったエスターとゲイリーの目付け役として、2人に同行。吸血鬼に殺されそうになったところをエスターに庇われた。銀製の短剣で戦って強さを見せるも、油断している間に隙を突かれ再び殺されそうになったが、吸血鬼はレオンによって倒された。
ミセス・ノーマン
家政婦（ハウス・キーパー）。小太りの中年女性。
ムッシュー・デュマ
シェフ。大柄の男性。
思ったことはすぐに口にする性格。
自分の料理にこだわりを持つあまり融通が利かないが、料理の腕は確かなもの。

### 貴族
レニー公爵
エスターがオペラハウスで出会った貴族。
顔が広いため、レオンが「最近養子を迎えた貴族」を調べてもらっていた。
かつては赤薔薇と呼ばれ、多くの愛人や落胤がいるようで、エスターを自分の落胤として認知することを引き受けたが、結果的にエスターは本当の父親であるギルモア侯爵の令嬢として社交界デビューした。
ゴドフリー・ハドソン
バーロウ伯爵の子息。レオンの寄宿学校（パブリックスクール）時代の同級生。
レオンとは馬が合わず、口げんかをしている。いつか必ず、レオンに勝ちたいと願っている。
サリヴァン子爵の晩餐会で、エスターと出会い彼女に好意を抱く。
エリザベス・オーウェン
サリヴァン子爵の領に隣接する領の貴族の娘。愛称：リジー。
レオンに好意を寄せており、彼女の父親もレオンとの結婚を望んでいる。
舞踏会では、レオンとダンスを踊っていた。
レオンとエスターが正式な婚約者同士となったことを知り、ゴドフリーと手を組んで二人を破局させようとしたが、吸血鬼の妨害にあい自らの思惑をレオンに話した。後日、ゴドフリーとの密会をゴッシップ記事に取り上げられた。
ロイ男爵
慈善活動の一環として、バザーを開いた貴族。最近養子を迎えた。権力に弱い。
バザー会場近くの聖堂で、そうとは聞かされずにレオンの吸血鬼退治を手伝い、レオンやエスターと顔見知りになった。
イザベル
ターナー侯爵令嬢。
レオンの婚約者であるエスターに愚行を働いた。

### 黒薔薇城

#### 吸血鬼（ヴァンパイア）
クリスティアン・Ｖ・Ａ・ギルバート
声 - 緑川光
ギルバート公爵。愛称：クリス。社交界の黒薔薇様。
この世に蔓延る吸血鬼の頂点に立つ者。吸血鬼の王。
アルを養子として迎え入れており、その際、「養子になればエスターには手を出さない」という約束を彼と交わしている。
舞踏会でエスターと出会って以来、彼女に執心している。エスターをレオンから奪うために挑発の手紙を送りつけて2人がすれ違う原因を作るが、2人の仲の決裂には至れず、エスターに言い寄ったことが原因で逆にアルの反感を買っている。
クライヴ
クリスの執事。眼鏡をかけた男性。
舞踏会では、クリスの命令で裏切り者の「処分」をしていた。
伯爵家を出たエスターをさらい、黒薔薇城に連れてきた。
エヴァ
自称、クリスの未来の妻。
クリスの妃候補であるエスターに嫉妬し彼女を殺そうとしたが、レオンの妨害にあい失敗。エスターの助命を受け、『処分』は免れた。
ギルモア侯爵に会いに行くエスターたちの護衛として、一緒にスコットランドに来た。『クリスの妻になるため』という名目で、レオンとエスターが早く結婚することを望んでいる。本来は優しく親切な人物で、エスターにギルモア侯爵のことを話したり、彼女を勇気づけたり、ウィンターソン家襲撃の際に広まった噂を聞かないように心を配ったりと、なにかとエスターを気にかけている。
イオン
自称、エヴァの未来の夫。

#### 半吸血鬼（ダンピール）
アルジャーノン・メイフィールド
（女装時：アリス）
エスターの双子の兄。愛称：アル。16歳。
非常にナルシストな性格で、自分を美しいと思っている。
10年以上前から、自分たちが探知しているものが吸血鬼であることを知っていた。
母親が亡くなった1か月後に、貴族の養子となりエスターと離れたが、実際には、エスターを守るためにクリスの養子となっていた。
詳細は不明ながらも、エスターがレオンの元に嫁いでいることを知っており、気にかけている。クリスの計らいで、女装した姿でエスターと再会するが、クリスがエスターに手を出そうとしたことで怒っている。
幼いころ、共に過ごしたジョン（レオン）が貴族であることは、その当時から知っており、ジョンとレオンが同一人物であることも知っている。

### ギルモア侯爵邸
ジェイル・プリムローズ
ギルモア侯爵。エスターとアルの実の父親。メグの元恋人。もう１人の吸血鬼の王。
クリスとは異なり、吸血鬼と人間の共存に反対し、人間を襲うことを厭わない人物だった。
しかし、黒薔薇城で出会ったメグに一目惚れし恋に落ちるも、配下の吸血鬼の反発にあい結婚できず、メグは姿を消してしまう。その後、メグが自分との子供を身ごもっていたことを知り、メグ達親子を探し続けていた。十数年前に一度、居場所を突き止めたが、吸血鬼の気配を悟られ逃げられてしまった。メグ達親子を守れなかったことに対する後悔の念は強く、メグが亡くなったことを知ったその時から、生きることを放棄し血を一切飲まなくなった。
レオンと二人で話している時に、ティーカップに仕込まれていた銀の粒を飲んでしまい毒殺されかけるが、一命を取り留める。
アーサー・マクドナルド
ジェイルの秘書。
スコットランドへ向かおうとしたエスターを無理やり列車に乗せた張本人。
ユアン
ジェイルに仕えている使用人の少年。
口下手なジェイルに代わり、エスターにジェイルとメグの関係、その出会いから別れ、その後の経緯について話した。

### その他の人物
ミラ夫人
サリヴァン子爵ルイス・バートンの妻。「魔物の館」の主。
子爵を「常備食」としていたが、子爵が養子をとってから反抗的になったため、子爵の体の生き血を貪り尽くし、養子の少年もろとも彼を殺した。
晩餐会を開いて招き入れたレオンとエスターに「寝室」を見られたため、2人を殺そうとしたが逆に倒された。
ネッド
レオンの両親を殺した張本人。

### 平民
ポール
エスターやアルと顔なじみの少年。
エスターに想いを寄せており、将来は彼女と結婚したいと思っていたが、エスターは目の前でレオンに連れ去られてしまう。
レオンの調べによると、毎日エスターに付きまとっていたらしい。
昔、宿り木の下でエスターとキスをしたことがある。
メグ・メイフィールド
故人。エスターとアルの母親で、人間。半年前に他界。
いつも笑顔な人で、エスターとアルにも「笑顔を忘れないでね。」と教えていた。
エスターがダンピールであることを本人には知らせず、探知しているのは「幽霊」だと言い聞かせていた。
その昔、自宅の前で倒れていたジョン（レオン）を受け入れ介抱した。怪我の手当てをした際に、彼が付けていた黒のウィッグに気づき、ウィッグからはみ出さないように彼の金髪を短く切った。アルとエスターを産む前は貴族の邸でメイドをしていたため、ジョンの容姿や服装、所持していた短剣に刻まれていた紋章から、彼がウィンターソン家の人間であることを見抜いていた。ジョンが伯爵家に帰った後、アル・エスターと共に行方をくらまし、レオンに会うことのないままこの世を去った。
エスターに対して、「たくさん笑ったらきっといいことがあるわ。金色の髪の素敵な王子様が現れるかもね。」とよく言っていたが、これはレオンのことを指していたらしい。

## 用語紹介
吸血鬼（ヴァンパイア）
遥か古から存在している、人の形をした人ならざる生物。人間の生き血を吸って生きている。大半は人間に紛れ生息しており、普通の人間が探り当てるのは困難。
夜行性で、太陽の光にあたると、皮膚が焼ける。高位の吸血鬼は、その身を霧に変えることができる。首を落とさない限り滅びず、滅びれば砂のようになる。
十字架（ロザリオ）、銀製の武器、聖水などが苦手。
吸血鬼ハンター
ウィンターソン家。「協定」を破った吸血鬼を狩ることが許されている人間の一族。
半吸血鬼（ダンピール）
吸血鬼と人間の混血のこと。東欧での呼称。
吸血鬼を探知することができる。
協定
その昔、人間と吸血鬼の間で交わされた約束。クリス曰く、「（吸血鬼と人間が）お互い気持ちよく暮らせるように結んだ約束。」
「吸血鬼は無闇に人間を襲わないこと」、「人間は吸血鬼に血液を提供すること」。

## 書誌情報
- 音久無 『黒伯爵は星を愛でる』 白泉社〈花とゆめコミックス〉、全12巻
  1. 2014年8月20日発売 ISBN 978-4-592-21391-8
  2. 2015年1月20日発売 ISBN 978-4-592-21392-5
  3. 2015年6月19日発売 ISBN 978-4-592-21393-2
  4. 2015年11月20日発売 ISBN 978-4-592-21584-4
  5. 2016年2月19日発売 ISBN 978-4-592-21585-1
  6. 2016年6月10日発売 ISBN 978-4-592-21586-8
  7. 2016年11月18日発売 ISBN 978-4-592-21587-5
  8. 2017年4月20日発売 ISBN 978-4-592-21588-2
  9. 2017年8月18日発売 ISBN 978-4-592-21589-9
  10. 2018年1月19日発売 ISBN 978-4-592-21590-5
  11. 2018年5月18日発売 ISBN 978-4-592-21635-3
  12. 2018年5月18日発売 ISBN 978-4-592-21636-0